# Juan Cruz Sol
Juan Cruz Sol Oria (Elgoibar, 13 settembre 1947 – Valencia, 10 novembre 2020) è stato un calciatore spagnolo, di ruolo difensore.

## Carriera
Giocò nella Liga con le maglie di Valencia e Real Madrid. Con il Valencia vinse una LIga nel 1971, una Copa del Rey nel 1967 ed una Coppa delle Coppe nel 1980; con il Real Madrid si aggiudicò invece per 3 volte la Liga (1976, 1978, 1979).